# Bernard Zacharias
Bernard Zacharias (* 16. Juli 1929 in Sables-d’Olonne) ist ein französischer Schriftsteller, der auch als Jazzposaunist und Bandleader hervorgetreten ist.

## Wirken
Zacharias studierte zunächst Philosophie (Abschluss 1947), dann Medizin. Daneben spielte er im Orchester von Claude Luter. Ende der 1940er-Jahre gehörte er in Paris dem Orchester von Pierre Braslavsky an, mit dem er auf dem Festival International 1949 de Jazz mit dem Solisten Sidney Bechet auftrat. Er arbeitete in den 1950er-Jahren u. a. bei Albert Nicholas, Claude Bolling, Claude Luter, Guy Lafitte und Moustaches Jazz Seven. Unter eigenem Namen (Bernard Zacharias et ses solistes) spielte er Anfang der 50er mehrere Gershwin-Titel ein wie „I Got Plenty of Nothing“, „It Ain't Necessarily So“, „The Man I Love“ und „Somebody Loves Me“, die 1954 auf der LP Gershwin Parade (Club français du disque) erschienen und in der EmArcy-Reihe Jazz in Paris unter dem Titel Modern Jazz at Saint-Germain-Des-Pres wiederveröffentlicht wurden. Seiner Band gehörten Roger Guérin, Robert Casier (Waldhorn), Michel de Villers (Bassklarinette), Jean Claude Fohrenbach, André Persiani, Guy Pedersen und Jacques David (Schlagzeug) an; Arrangeur der Session war Buddy Banks. 1956 entstanden weitere Aufnahmen unter eigenen Namen, zunächst die beiden Nummern „Lullaby of the Leaves“ und „Tea for Two“, schließlich eine LP mit Cole-Porter-Titeln. In den 60ern legte er noch unter dem Pseudonym Bernard Zac mit Claude Gousset die EP Musique ...en coulisses auf dem Label Versailles vor. Im Bereich des Jazz war er zwischen 1949 und 1968 an 37 Aufnahmesessions beteiligt, u. a. auch mit Raymond Fol, Mezz Mezzrow, Nelson Williams und Maxim Saury.
Seit den 1960er Jahren war er in der Werbung tätig. Gemeinsam mit Henri Viard verfasste er vier Kriminalromane. Der erste dieser Romane, Le Roi des Mirmidous, parodiert die Ilias von Homer. Der zweite Roman, L'Embrumé, orientiert sich an Hamlet von William Shakespeare, während der dritte der Romane, Le Mytheux, auf dem Stoff von Lorenzaccio von Alfred de Musset beruht. Der vierte der Romane, L'Aristocloche, adaptiert Don Quichotte von Miguel de Cervantes. Daneben verfasste er Drehbücher für Filmproduktionen.

## Schriften

### Romane (mit Henri Viard)
- Le Roi des Mirmidous, Série noire n° 1018, 1966, La Poche noire n° 107, 1970, Carré noir n° 426, 1982
- L’Embrumé, Série noire n° 1075, 1966, La Poche noire n° 161, 1971, Carré noir n° 340, 1980
- Le Mytheux, Série noire n° 1110, 1967, Carré noir n° 27, 1972
- L’Aristocloche, Série noire n° 1222, 1968, Carré noir n° 143, 1973

## Filmographie
- Le Bourgeois gentil mec von Raoul André (1969)
- Ettore lo fusto (Les Proxénètes) von Enzo G. Castellari (1972)
- L’Or et la Fleur, Fernsehfilm von Philippe Ducrest (1974)
- Les Millionnaires du jeudi, Fernsehserie von Bernard Bouthier, Claude Grinberg und Pierre Sisser (1989)

## Diskographische Hinweise
- 1954: Bernard Zacharias et ses Solistes – Gershwin Parade